# Santa Mariana de Jesús
|  | Aquest article tracta sobre la santa equatoriana. Si cerqueu la beata mercedària de Madrid, vegeu «Beata Mariana de Jesús». |

Mariana de Jesús, nascuda María Ana de Paredes y Flores (Quito, 31 d'octubre del 1618 - 26 de maig del 1645) va ser la primera santa equatoriana i és la patrona del país.

## Biografia
A quatre anys quedà òrfena i fou educada per una germana seva. S'explica que als set anys ja aplegava les seves cosines per a resar el rosari; ben aviat, començà a menar una vida de pietat i mortificació i feu vot de virginitat. Aprengué a tocar el clavecí i la viola de mà (es conserva com una relíquia la que havia tingut, molt usada). Cercà orientació a l'església dels jesuïtes, i de resultes dels seus consells, n'adoptà pràctiques religioses. En no tenir aquesta orde una branca femenina, el 6 de novembre del 1639 ingressà amb el nom de Mariana de Jesús al Tercer Orde Regular de Sant Francesc, que li proporcionà l'escalf de la congregació, sense els lligams d'haver de residir en una comunitat (sembla que a Quito, en aquells moments, una congregació religiosa no sempre era sinònim d'una vida religiosa). Com a manifestació de pietat, decidí recloure's a casa a pregar, d'on només sortia per a anar a missa. Sembla que molta gent li demanava consell, i tingué fama com a mitjancera. També se li atribuí el do de la profecia i el d'haver viscut els sis darrers anys de la seva vida en dejuni gairebé absolut, ingerint només l'hòstia consagrada de l'eucaristia diària.
El 1645, i com a conseqüència d'una sèrie de terratrèmols, i una epidèmia subsegüent de rubèola (xarampió, probablement) i crup (diftèria), una gran mortaldat causà estralls a Quito. En un sermó, el sacerdot jesuïta Alonso de Rojas oferí la seva vida a canvi de la fi dels terratrèmols, i Mariana de Jesús intervingué per posar-se en el lloc del sacerdot. Aquell mateix dia hagué d'enllitar-se, malalta, i morí el 26 de maig, amb vint-i-sis anys. Els terratrèmols no es reproduïren i aquest fet li atorgà popularment fama de santa. Les seves restes i altres relíquies es conserven a l'església de la Compañía de Quito.
És coneguda com l'Assutzena de Quito (La Azucena de Quito) per un fet sobrenatural que li és atribuït: Quan emmalaltí, calgué sagnar-la i la minyona abocà la sang a un sot del jardí, on nasqué poc després una assutzena. Iconogràficament, es representa a Santa Mariana de Jesús amb aquesta flor a les mans.
L'Asamblea Nacional Constituyente de l'Equador li atorgà, el trenta de novembre del 1945, el títol d'Heroína de la Patria  Arxivat 2007-03-20 a Wayback Machine.. Pius IX la beatificà el 20 de novembre del 1853 i Pius XII la canonitzà el 4 de juny del 1950; fou la primera santa equatoriana. L'església catòlica celebra la seva festa el 26 de maig.

## Institucions que en porten el nom

### Hermanas de Santa Mariana de Jesús
La Beata Mercedes de Jesús Molina va constituir a Riobamba el 14 d'abril del 1873 l'orde de les Hermanas de Santa Mariana de Jesús, amb l'objectiu d'educar òrfenes joves i acollir dones marginades. Actualment, està estesa per una quinzena de països. Les membres d'aquest institut religiós són conegudes com a Marianitas.

### Fundación "Mariana de Jesús"
La Fundación "Mariana de Jesús va ser creada a Quito el 1939 per María Augusta Urrutia d'Escudero; quan es van redactar els estatuts, el 1950, la fundadora va decidir confiar-la a la Companyia de Jesús. Els seus objectius són la realització de programes de benefici públic en els camps de la salut, l'educació, l'habitatge i els menjadors populars, l'organització social i comunitària i d'altres. El govern equatorià en va ordenar la dissolució el 2005, però la mesura va ser revocada poc després, possiblement per la pressió internacional  Arxivat 2006-10-06 a Wayback Machine. .

### Altres institucions
- La parròquia[5] i el col·legi[6] de St. Mariana de Paredes (Saint Marianne de Paredes) a Pico Rivera, Los Angeles (EUA)
- A Equador, parròquies de Santa Mariana de Jesús o Santa Marianita de Jesús a diversos bisbats  Arxivat 2006-07-09 a Wayback Machine.. Col·legis de Santa Mariana de Jesús a Cuenca (Equador)[7] i a Chacao (Veneçuela)
- Parròquies a Santiago de Cali i a Medellín (Colòmbia)